# Pedro Piccatto
José Pedro Piccatto (Montevideo, 8 de agosto de 1908 - Montevideo, 26 de febrero de 1944) fue un poeta uruguayo.

## Biografía
Tuvo un grave accidente con un año y medio de vida en el Parque Rodó de Montevideo. Se cayó de los brazos que lo sostenían y se quebró la columna vertebral, hecho que lo marcó de por vida dejándole secuelas físicas y sociales.
Su única publicación en vidatuvo lugar en 1937 con la edición de su poemario Poemas del ángel amargo.
Con Líber Falco integraban las peñas del bar Libertad (ubicado en el edificio de la ONDA); junto a Tola Invernizzi, Mario Arregui, Luis A. Larriera y otros; y la del bar Yatasto; junto a Mario García, Aristides Dotta, Eduardo Maggiani, Ángel Múñoz, Aníbal Scotti y otros. Otros participantes de las tertulias a las que asistía Piccatto fueron Juan Carlos Onetti, Paco Espínola, Domingo Bordoli, Manuel Flores Mora, Cabrerita, entre otros.
Falleció a los 35 años en su casa del barrio de Sayago, donde cultivaba su propio jardín. No alcanzó a ordenar sus poemas completos para publicarlos en libro. Sus amigos de las peñas financiaron en 1944, la edición póstuma de Las anticipaciones. Como tampoco dejó ninguna nota sobre el orden de compaginación de siete de sus poemas, estos fueron incluidos en un grupo titulado Siete poemas.
Más de 50 años después de su muerte, como una forma de rescatar la obra del poeta, fue publicado Las anticipaciones del ángel amargo.
Entre sus amigos se encontraba Líber Falco quien le dedicó un artículo y dos poemas.
En 2013 se estrenó el documental Pedro Piccatto. El ángel anticipado, dirigido por Juan Pablo Pedemonte, sobre la vida y obra del poeta.

## Obras
- Poemas del ángel amargo (Montevideo, 1937)
- Las anticipaciones (Montevideo, 1944) póstumo
- Las anticipaciones del ángel amargo (Montevideo, 2008) Obra completa. Póstumo.